# Erik Pihl
Erik Gustaf Pihl, född 31 mars 1869, Stockholm, död  20 maj 1909, Stockholm, var en svensk handelsagent och senare intendent och kapten i Kongostaten. Erik Pihl var son till trädgårdsdirektören på Rosendal, Axel Pihl (1838–1927) och Johanna Olivia Öhman (1844–1879) och bror till fyra syskon. Innan han reste till Kongo arbetade han på firman Engellau i Stockholm.

## Handelsagent i Gabon och Kongo
År 1890 vid 21 års ålder reste Erik Pihl till Västafrika och blev handelsagent för en engelsk handelsagentur vid Kap Lopez, en halvö i nuvarande Gabon. Efter några år var han tillbaks en kort tid i Sverige men reste tillbaks igen 6 februari 1894 och arbetade då för ett belgiskt handelskompani, Compagnie des Produits du Congo. Handeln bedrevs framför allt längs Kongofloden och Erik Pihl vistades såväl i Övre Kongo som Nedre Kongo vilket innebar att han befann sig i dels Fristaten Kongo och dels i dåvarande Franska Kongo. Han kom hem igen den 30 april 1897.

## Intendent i Kongofristaten
Erik Pihl gjorde därefter ytterligare tre resor till Kongo, i Kongostatens tjänst. Han var under perioden 1897–1900 bland annat "chef de poste" vid stationen Mushie vid Kasaifloden. Här kom han bland annat i kontakt med boma (även kallade "baboma"), ett folk som levde i stationens närhet. Han var tillbaks i Stockholm år 1900 och visade då upp sina samlingar från Kongo för journalister. Under åren 1901–1904 var han tillbaks i Kongostaten  och var då stationerad vid Uriva (även Uriwa), en militärpost vid Tanganyikasjön men också vid stationen Kalembe Lembe. I ett brev från oktober 1902 som publicerades i dagspressen berättar Erik Pihl hur han bland annat rekognoserade för framtida telegraflinjer till Tanganyikasjön. Han hade också fått uppgift att kartlägga flera områden runt Tanganyikasjön. Han var hemma i Sverige 1904–1905 och sålde då två samlingar med föremål till Riksmuseets etnografiska avdelning (nuvarande Etnografiska museet), huvudsakligen bestående av olika vapen (pilar, spjut, knivar). När han kom hem för sista gången 1909 hade han avancerat till intendent med kaptens rang och dekorerats med "Etoile du service du Kongo" och "L´ordre royal du lion". Han hade då varit i Kongo som handelsresande 1890–1896 och under sammanlagt nio år i Kongostatens tjänst fördelat på tre perioder under åren 1897–1909. Han dog en kort tid efter hemkomsten.